# Relações entre Brasil e Sudão do Sul
As relações entre Brasil e Sudão do Sul são as relações entre a República Federativa do Brasil e a República do Sudão do Sul. Em 9 de julho de 2011, o Itamaraty anunciou formalmente o estabelecimento das relações diplomáticas com o Sudão do Sul e o desejo de contribuir para o seu desenvolvimento social e econômico. 